# Joachim von der Wense
Joachim von der Wense (* 1945) ist ein deutscher Jurist und CDU-Politiker.

## Biografie
Joachim von der Wense studierte Rechtswissenschaft in Heidelberg und wurde 1966, gemeinsam mit seinem Cousin Christoph von Maltzahn, Mitglied des Corps Vandalo-Guestphalia Heidelberg. Von 1983 bis 1992 war er Stadtdirektor in Bremervörde. Von 1993 bis 2001 war er Oberbürgermeister der Universitäts- und Hansestadt Greifswald als Nachfolger von Reinhard Glöckner (CDU). Anschließend wurde er als Richter in das Landesverfassungsgericht Mecklenburg-Vorpommern gewählt. Er war. u. a. an dem Urteil im Verfassungsbeschwerdeverfahren (Normenkontrollverfahren) wegen der Kreisgebietsreform beteiligt.
Nach dem Ausscheiden aus dem Gericht wurde er Vorstandsmitglied im Alfried Krupp Wissenschaftskolleg Greifswald. Für die Verdienste um diese Einrichtung wurde ihm 2013 die Rubenow-Medaille verliehen, die höchste Auszeichnung der Universitäts- und Hansestadt Greifswald.